# Хреститися
Хреститися — означає покладати на себе знак хреста.

## Історія
Хоча апостоли мали велику шану до хреста, як знаряддя мук і смерти Ісуса Христа, як то видно зі слів ап. Павла: «Не хочу нічим хвалитися, хіба лише хрестом Господа нашого Ісуса Христа, через який мені розп'ятий світ, а я світові». (Гал. VI. 14), то все ж, апостоли ще самі не хрестилися, і не навчали хреститися. Перша згадка про звичай християн класти на собі знак хреста знаходиться в церковного письменника з поч. III стол. — Тертуліана: «знак хреста робимо на чолі». Хрестячись один християнин виказував другому християнинові, що він теж вірить у Христа. Отже, в часі переслідувань, знак хреста був ніби виказкою християнина.
На початку V ст. св. Єронім писав: «Нехай рука креслить знак хреста при кожній нашій праці».
Спочатку знак хреста роблено тільки одним (великим) пальцем на чолі, потім на чолі устах і грудях, а врешті трьома пальцями на чолі, грудях і раменах. Звичай робити знак хреста великим пальцем на чолі, устах і грудях зберігся донині в латинській Церкві під назвою «німецького знаку св. хреста». Так хрестяться в церкві вірні латинського обряду перед читанням св. Євангелія.
Довший час хрестилися також двома пальцями, і, хоча в зв'язку з боротьбою проти єретиків, що заперечували св. Трійцю, встановився і на Сході, і на Заході звичай хреститися трьома пальцями.
У Московії Іван IV відновив звичай хреститися двома пальцями, і після реформ патріарха Нікона, що повернули триперстіє, двоперстя стало характерною ознакою т. зв. старообрядців, розкільників.
Звичай триперстя з'явився десь у VIII ст. Значно пізніше з'явився латинський звичай хреститися всіма пальцями (на пошану п'яти ран Христових) з покладенням їх на чолі, на грудях, лівому й правому плечі. У всій східній Церкві затримався натомість звичай хреститися трьома пальцями з покладенням їх на чолі, на грудях, па правому й потім на лівому плечі.
У протестантських церквах нема звичаю хреститися.